# Fauteau
Le fauteau est une machine de guerre du Moyen Âge,.
Il s'agissait d'une sorte de bélier suspendu à une tour au moyen de chaînes en fer, qu'on utilisait en le balançant pour battre en brèche les murs et enfoncer les portes d'une enceinte,. L'engin était manœuvré à bras d'hommes,.